# Johan Bülow
 Der er flere personer med dette navn, se Johan Bülow (flertydig).
Johan Bülow (kendt som Johan Bülow til Sanderumgård) (29. juli 1751 i Nyborg – 22. januar 1828 på Sanderumgård) var en dansk hofmarskal. Han var uddannet på Sorø ridderlige akademi og gjorde karriere inden for militæret. I 20 år kammerjunker hos kronprinsen (den senere Frederik VI). Han deltog som en af hovedmændene i statskuppet 14. april 1784 og blev derefter udnævnt til kronprinsens marskal.

## Ved hoffet
Den høje stilling ved hoffet, Bülow indtog, gav ham i flere tilfælde lejlighed til at udøve sin indflydelse og bragte ham i forbindelse med mange betydningsfulde mænd. Da han havde stor samlelyst og betydelig historisk interesse, søgte han at skaffe sig aktstykker til oplysning om statens historie, og han indledte samtidig brevveksling med personligheder i meget forskellige livsstillinger som Charlotte Dorothea Biehl for at vinde både viden om mange forhold og kendskab til Danmarks udvikling.
Blandt de betydeligere mænd, han ved sin stilling hos kronprinsen kom i berøring med, var han nærmest knyttet til grev Joachim Otto Schack-Rathlou og Henrik Stampe, mens han stod i et køligere forhold til Andreas Peter Bernstorff og havde en udpræget modvilje overfor Christian Ditlev Frederik Reventlow. Selv om han vedkendte sig visse fremskridtsideer, var han ikke begejstret for den måde, på hvilken regeringen efter 1784 søgte at gennemføre dem, og de, der angreb regeringens vigtigste mænd, fandt åbent øre hos ham. Han, der tidligere havde været med at styrte Ove Høegh-Guldberg, vekslede derfor nu tit breve med denne og tillige med den tidligere diplomat, kammerherre Peter Christian Schumacher, der var en ivrig tilhænger af Guldberg og ikke kendte nogen større nydelse end i sine breve til Bülow at hudflette Bernstorff og Reventlow.
Bülow opnåede trods alt i disse år forskellige udmærkelser. Foruden at det ord, han havde for at have indflydelse hos kronprinsen, bragte Gustav III til (1787) at gøre ham til kommandør af Nordstjerneordenen, blev han den 31. juli 1790 i anledning af kronprinsens bryllup udnævnt til gehejmeråd og fik rige gaver, der blev overdraget ham tilsyn med Kunstkammeret, og han blev den 30. november 1792 udnævnt til "virkelig Ordenssekretær".

## Afskedigelsen
Men han havde dog i flere år en stærk følelse af, at kronprinsens tillid til ham var aftagende, og livet ved hoffet blev ham stadig mere trykkende. Og et halvt år efter sin sidste udnævnelse faldt han i komplet unåde. Efter at kronprinsen først lejlighedsvis havde hentydet til hans brevveksling med Guldberg, hvem han selv på denne tid næsten havde afsky for, greb han med en påfaldende iver nogle urimelige sigtelser, der var fremsat mod Bülow for at være i ledtog med en slags skandskriftforfatter, kancelliråd Hans Holm, og en uprofessionel, halvlitterær eventyrer, porcelænshandler Michael Brabrand.
Det var forgæves, at Bülow søgte personlig at retfærdiggøre sig over for kronprinsen; denne svarede med isnende kulde og afskedigede ham fra hans stillinger 4. juni 1793, utvivlsomt både et vilkårligt og højst uforstandigt skridt. Bülow var en mand med både større dygtighed og langt alvorligere åndelige interesser end dem, der senere dannede Frederik VI's personlige omgivelser efter Christian VII's død i 1808. Selv om Bülow nok kunne kritisere regeringen i denne periode, er det tvivlsomt om han var direkte modstander af den.

## Den senere tid
Efter at være faldet i unåde flyttede Bülow til herregården Sanderumgård på Fyn. Da han 21. maj 1785 havde ægtet Else Marie Hoppe, en datter af konferensråd Peder Hoppe, en hæslig og såre lidt begavet, men rig dame, satte den formue, han derved vandt, ham i stand til at leve som en meget velstående godsejer. Han kom aldrig mere i nogen statsstilling eller hofcharge, og der gik en række år, føår Frederik VI's unåde tabte sig.
I mellem tiden søgte Bülow at holde øje med hvad der foregik i København, og han korresponderede ivrigt med mange af de ledende mænd. Sammen med hans arkiv fra sin tid ved regeringen – Bülow gemte næsten alle sine papirer – udgør de i dag et stort og værdifuldt kildemateriale til perioden.
Bülow var gennem den sidste del af sit liv en stor mæcen for videnskaberne og bidrog i alt med mindst 41.000 rigsdaler. Forsonedes med kongen i 1822, hvorefter han modtog en række ærestitler og tildeltes pension til sin død. Blandt andet modtog først Grímur Jónsson Thorkelin og sidenhen N.F.S. Grundtvig midler fra Bülow til deres pionerarbejde med Det angelsaksiske heltekvad Beowulf.
Han var ivrig frimurer og anlagde en frimurerhave på Sanderumgård i romantisk stil, og sammen med Carl af Hessens Louisenlund i Slesvig er den blandt Europas mest udviklede haver af denne type.